# Contratto associativo
Il contratto associativo è un tipo di contratto in cui le parti conferiscono beni o servizi per il perseguimento di uno scopo comune, come quello con cui ci si accorda per fondare una società.
Esso è un contratto potenzialmente plurilaterale e aperto il cui numero delle parti può variare nel corso della vita della società, senza che questo comporti lo scioglimento del contratto originario e la stipulazione di un nuovo contratto.
Il suo oggetto è l'organizzazione di una futura attività di cui la stipulazione il conferimento presuppongono le basi organizzative, instaurando situazioni strumentali e non finali. La dissociazione di una delle parti (per nullità, annullabilità, risoluzione per adempimento o per impossibilità sopravvenuta) non comportano la nullità/annullabilità/risoluzione per adempimento o impossibilità sopravvenuta del contratto e del relativo vincolo delle altre parti contraenti, salvo diversa pattuizione scritta o salvo che il ruolo della parte svincolatasi dal contratto non fosse essenziale e imprescindibile, pur in assenza di un'esplicita menzione nel contratto stesso.
In base alla definizione fornita dall'art. 2247 del codice civile, il contratto di società è una forma di contratto associativo con comunione di scopo. Esso è caratterizzato dalle prestazioni di diversa natura e di diverso ammontare delle parti, finalizzate al perseguimento di uno scopo comune e dal simmetrico diritto ad una partecipazione agli utili dell'impresa.

Il contratto associativo trova applicazione con le Srl e le SpA unipersonali, introdotte in Italia con la riforma del diritto societario del 2003.

## Assenza di lucro
In Italia, società e il relativo contratto con comunione di scopo hanno generalmente un carattere economico e lucrativo. Le leggi speciali regolamentano contratti associativi con comunione di scopo di tipo non lucrativo e non economico.
In passato, erano società a prevalente partecipazione pubblica attive nel perseguimento di finalità di pubblico interesse.
L'inserimento del principio di sussidiarietà in Costituzione, unitamente ai processi di liberalizzazione e privatizzazione di settori economici che in precedenza erano pressoché monopolio legale dello Stato (sanità, utilities, servizi di collocamento, poste e telecomunicazioni, trasporti, ecc.), hanno introdotto la possibilità di creare contratti di associazione privi di lucro oggettivo e di lucro soggettivo, operativi in tali ambiti. Si tratta quindi di datori di lavoro non imprenditori attivi nei settori di pubblica utilità, precedentemente affidati in esclusiva allo Stato o alle sue società a controllo pubblico.
| Controllo di autorità | Thesaurus BNCF 24821 |